# Scirtea
Scirtea (in greco antico: Σκιρθαία?; in latino Scirthaea) è una località siciliana mai localizzata, nota perché citata da Diodoro Siculo (Biblioteca storica, 36, 8, 2) a proposito di una battaglia verificatasi nel contesto della seconda guerra servile.
Di Scirtea si sa che era forse nei pressi di Triocala, che ai tempi della guerra servile divenne capitale del capo ribelle Salvio e del suo alleato Atenione.
Non esistono fonti epigrafiche o numismatiche relative a Scirtea. Lo storico tedesco Cluverio (Sicilia antiqua, 1619) la colloca sulla riva sinistra del fiume Verdura, in corrispondenza di Acristia, su una rupe impervia, che ai tempi del Fazello era già disabitata. Sulla rupe sorse, in età medievale, il castello di Gristia. Vito Maria Amico, nel suo Lexicon Topographicum Siculum (1757-1760), riprende l'ipotesi di Cluverio. Domenico Adorno (Descrizione geografica dell'isola di Sicilia e delle altre sue adiacenti, 1798) identificò "alquanti rimasugli" con la "Città Scirtea resa famigerata dalla guerra servile" tra Bisacquino e Sambuca. Il filologo tedesco Julius Schubring (Sicilische Studien. Kamikos Triokala Caltabellotta, in Zeitschrift für allgemeine Erdkunde, 1, 1866, 157-158) ribadì l'opinione di Cluverio, ponendo Scirtea tra il Verdura e Burgio. Lo storico tedesco Adolf Holm (Antike Geographie Siciliens, 1866) la ritenne centro sicano, nei pressi di Triocala.